# دولنی دوماسلاویتسه
دولنی دوماسلاویتسه (به چکی: Dolní Domaslavice) یک منطقهٔ مسکونی در جمهوری چک است که در ناحیه فریدک-میستک واقع شده‌است. دولنی دوماسلاویتسه ۷٫۳۶ کیلومتر مربع مساحت و ۱٬۰۵۵ نفر جمعیت دارد و ۳۴۵ متر بالاتر از سطح دریا واقع شده‌است.